# BIS Records
BIS Records AB (tidigare Grammofon AB BIS), svenskt skivbolag med säte i Åkersberga, grundat 1973 av Robert von Bahr.
BIS ger enbart ut klassisk musik och har bland annat specialiserat sig på nordisk musik, i synnerhet Jean Sibelius, samt verk av mindre kända tonsättare som till exempel Eduard Tubin. Antalet utgivna skivor uppgick 2014 till över 2000. Bolagets inspelningar är kända för att ha ett stort dynamiskt omfång, vilka efterliknar de verkliga skillnaderna mellan svagt och starkt ljud i en konsertsal.